# Hermann Knoflacher
Hermann Knoflacher (ur. 21 września 1940 w Villach) – austriacki inżynier budownictwa, specjalista w zakresie planowania transportu i planowania przestrzennego. Autor licznych publikacji naukowych, promotor zrównoważonego rozwoju transportu. 
Szczególną sławą zasłynął konstruując w 1975 r. tzw. Gehzeug (ang. walkmobile) - prostą konstrukcję z drewnianych listewek pokazującą, jak wiele miejsca zajmuje użytkownik samochodu w ruchu. 
Od 2004 r. jest prezesem Klubu Wiedeńskiego - organizacji społecznej działającej na rzecz zrównoważonego rozwoju.

## Przebieg kariery zawodowej
- 1963 Ukończenie studiów z zakresu inżynierii budownictwa na Uniwersytecie Technicznym w Wiedniu
- 1963-1969 Asystent w Instytucie Budowy Dróg i Kolei Uniwersytetu Technicznego w Wiedniu
- 1965 Ukończenie studiów w zakresie geodezji ("Diplom-Ingenieur des Vermessungswesen)
- 1967 Obrona doktoratu
- 1970–1982 Założenie i kierownictwo Instytutu Transportu przy Austriackiej Radzie ds. Bezpieczeństwa Transportu (niem. Kuratorium für Verkehrssicherheit)
- Od 1972 Wykładowca na Uniwersytecie Technicznym w Wiedniu
- Od 1975 Profesor w Instytucie Planowania Transportu (Institut für Verkehrsplanung) UTW
- 1985–1989 Dyrektor Instytutu Budowy Dróg i Nauk o Transporcie (Institut für Straßenbau und Verkehrswesen)
- Od 1989 Dyrektor Instytutu Planowania i Techniki Transportu UTW (Institut für Verkehrsplanung und Verkehrstechnik)

## Najważniejsze odznaczenia
- 1987 - Złote Odznaczenie Węgierskiego Towarzystwa Nauk o Transporcie
- 1989 - Złote Odznaczenie Zasługi dla Wiednia (niem. Goldenes Ehrenzeichen für Verdienste um das Land Wien)
- 1990 - Medal Polskiej Akademii Nauk[1]

## Najważniejsze publikacje

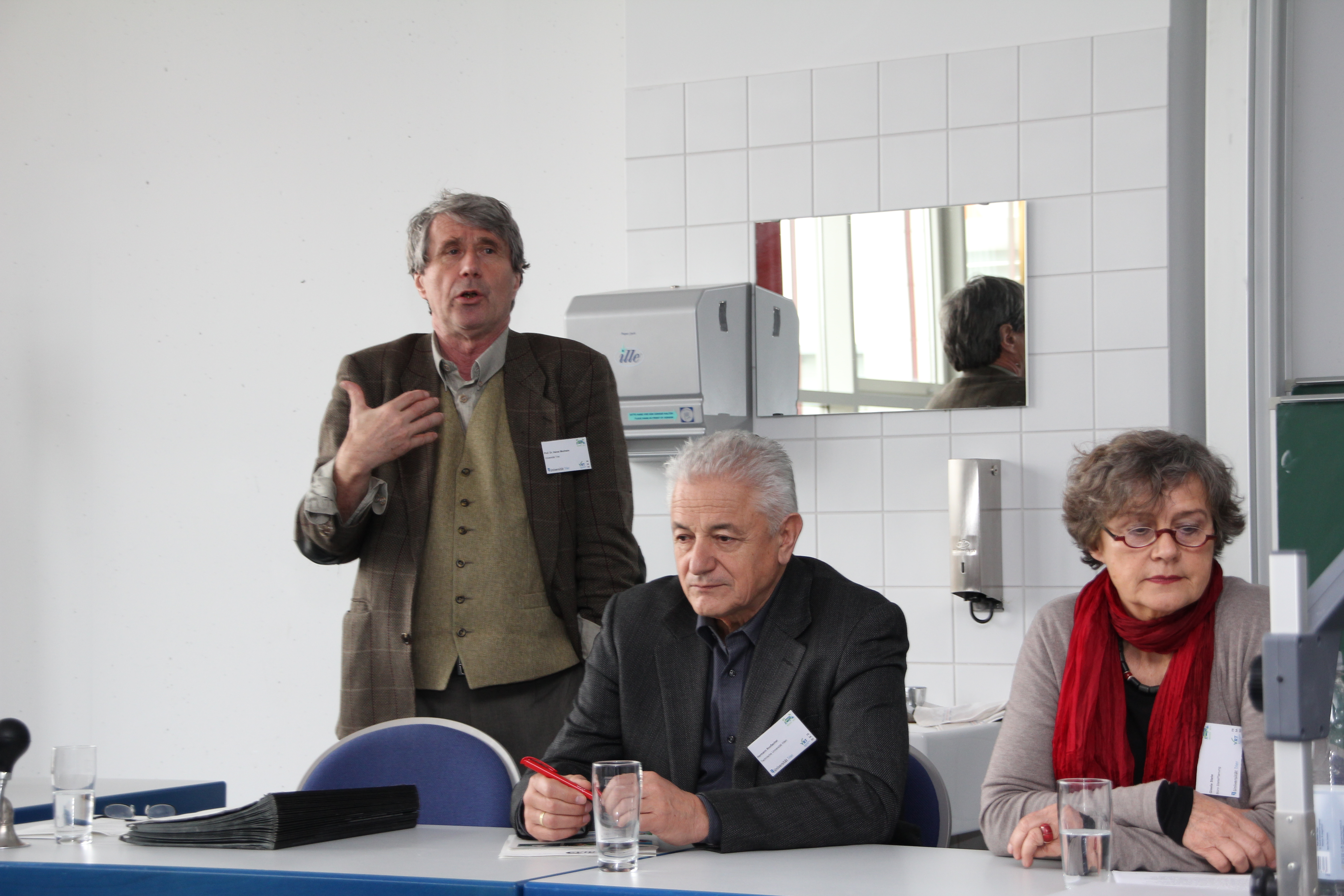
Prof. Hermann Knoflacher (w środku) i prof. Heiner Monheim (z lewej) podczas konferencji BUVKO (18. Bundesweiter Umwelt- und Verkehrskongress BUVKO) na Uniwersytecie w Trewirze w dniu 19 marca 2011 r.

- Katalysatoren für Nichtmotorisierte. H. Knoflacher, Wiedeń 1985, ISBN 3-900657-00-9.
- Fußgeher- und Fahrradverkehr. Böhlau, Wiedeń-Kolonia-Weimar 1995, ISBN 3-205-98308-4.
- Zur Harmonie von Stadt und Verkehr. 2. Auflage. Böhlau, Wiedeń-Kolonia-Weimar 1996 ISBN 3-205-98586-9.
- Landschaft ohne Autobahnen. Böhlau, Wiedeń-Kolonia-Weimar 1996, ISBN 3-205-98436-6.
- Stehzeuge – Fahrzeuge : Der Stau ist kein Verkehrsproblem. Böhlau, Wiedeń-Kolonia-Weimar 2001, ISBN 3-205-98988-0.
- Weltreligionen und Kapitalismus. Kapitalismus gezähmt? (red.). Echomedia, Wiedeń 2006, ISBN 3-901761-54-3.
- Grundlagen der Verkehrs- und Siedlungsplanung : Verkehrsplanung. Böhlau, Wiedeń-Kolonia-Weimar 2007, ISBN 978-3-205-77626-0.
- Virus Auto. Die Geschichte einer Zerstörung. Ueberreuter, Wiedeń 2009, ISBN 978-3-8000-7438-9.